# Hale-Bopp souvenir
Hale-Bopp souvenir è il secondo ep del gruppo musicale Agricantus, pubblicato in Italia nel 1997.

## Descrizione
Il disco è dedicato alla straordinaria apparizione della cometa Hale-Bopp e alla sua spettacolare presenza in cielo durante tutto il 1997.
L'album vede la partecipazione di Fadimata Wallet Oumar, cantante che rappresenta le tradizioni musicali del popolo tuareg.

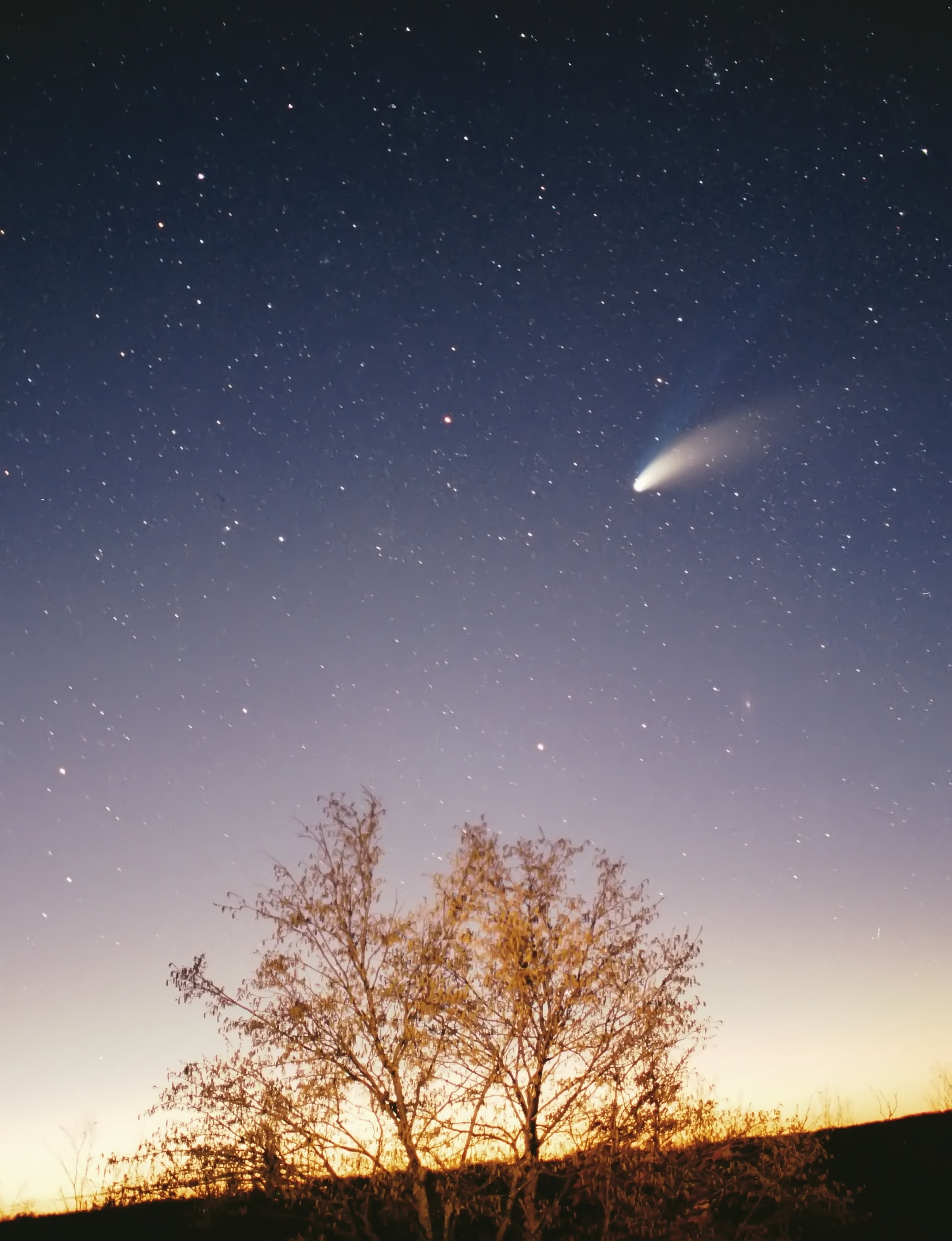
La cometa Hale-Bopp (1997)

## Tracce
Testi e musiche sono degli Agricantus.
1. Weltweit
2. Teneré
3. Hawa
4. Lailia